# アフガニスタンの州
アフガニスタンの州（アフガニスタンのしゅう）は、34の州（ヴェラーヤト、velāyat、県とする場合もある）で構成されている。

## 州の一覧
| #  | 州名                      | パシュトー語 ラテン文字表記    | 州都                  | 面積 （km2） | 人口 （1979年国勢調査） | 人口 （2006年公式推計） | 人口 （2015年公式推計） |
| -- | ------------------------- | ------------------------------ | --------------------- | ------------ | ----------------------- | ----------------------- | ----------------------- |
| 1  | バダフシャーン州          | بدخشان ولايت Badakhshān        | ファイザーバード      | 44,059.3     | 497,758                 | 823,000                 | 951,000                 |
| 2  | バードギース州            | بادغيس ولايت Bādghīs           | カラエナウ            | 20,590.6     | 209,526                 | 429,500                 | 496,000                 |
| 3  | バグラーン州              | بغلان ولايت Baghlān            | プレ・フムリー        | 21,118.4     | 566,096                 | 779,000                 | 910,800                 |
| 4  | バルフ州                  | بلخ ولايت Balkh                | マザーリシャリーフ    | 17,248.5     | 580,146                 | 1,096,100               | 1,325,700               |
| 5  | バーミヤーン州            | باميان ولايت Bāmyān            | バーミヤーン          | 14,175.3     | 236,203                 | 387,300                 | 447,200                 |
| 6  | ダーイクンディー州        | دايکندي ولايت Dāykundī         | ニリ                  | 8,088.0      | 258,758                 | 399,600                 | 424,300                 |
| 7  | ファラー州                | فراه ولايت Farāh               | ファラー              | 48,470.9     | 234,621                 | 438,000                 | 507,400                 |
| 8  | ファーリヤーブ州          | فارياب ولايت Fāryāb            | マイーマナ            | 20,292.8     | 541,706                 | 858,600                 | 998,100                 |
| 9  | ガズニー州                | غزني ولايت Ghaznī              | ガズニー              | 22,914.6     | 646,623                 | 1,062,600               | 1,228,800               |
| 10 | ゴール州                  | غور ولايت Ghōr                 | チャグチャラーン      | 36,478.8     | 337,492                 | 598,600                 | 690,300                 |
| 11 | ヘルマンド州              | هلمند ولايت Helmand            | ラシュカルガー        | 58,583.7     | 517,645                 | 799,000                 | 924,700                 |
| 12 | ヘラート州                | هرات ولايت Herāt               | ヘラート              | 54,778.0     | 793,198                 | 1,578,200               | 1,890,200               |
| 13 | ジョウズジャーン州        | جوزجان ولايت Jowzjān           | シェベルガーン        | 11,798.3     | 305,080                 | 461,700                 | 540,300                 |
| 14 | カーブル州 （カブール州） | کابل ولايت Kābul               | カーブル （カブール） | 4,461.6      | 1,373,572               | 3,138,100               | 4,373,000               |
| 15 | カンダハール州            | کندهار ولايت Kandahār          | カンダハール          | 54,022.0     | 574,954                 | 1,011,700               | 1,226,600               |
| 16 | カーピーサー州            | کاپيسا ولايت Kāpīsā            | マームディラキ        | 1,842.1      | 250,553                 | 382,600                 | 441,000                 |
| 17 | ホースト州                | خوست ولايت Khōst               | ホースト              | 4,151.5      | 207,206                 | 498,000                 | 574,600                 |
| 18 | クナル州                  | کونړ ولايت Kunar               | アサダーバード        | 4,941.5      | 222,902                 | 390,200                 | 450,700                 |
| 19 | クンドゥーズ州            | کندوز ولايت Kunduz             | クンドゥーズ          | 8,039.7      | 555,437                 | 851,300                 | 1,010,000               |
| 20 | ラグマーン州              | لغمان ولايت Laghmān            | メフタルラーム        | 3,842.6      | 259,301                 | 386,400                 | 445,600                 |
| 21 | ローガル州                | لوگر ولايت Lōgar               | プリアラム            | 3,879.8      | 202,761                 | 339,700                 | 392,000                 |
| 22 | ナンガルハール州          | ننگرهار ولايت Nangarhār        | ジャラーラーバード    | 7,727.4      | 745,986                 | 1,289,000               | 1,517,400               |
| 23 | ニームルーズ州            | نيمروز ولايت Nīmrōz            | ザランジ              | 41,005.4     | 103,634                 | 141,400                 | 165,000                 |
| 24 | ヌーリスターン州          | نورستان ولايت Nūristān         | パールーン            | 9,225.0      | 78,569                  | 128,400                 | 148,000                 |
| 25 | ウルーズガーン州          | روزگان ولايت Uruzgān           | タリーン・コート      | 22,696.0     | 177,600                 | 303,600                 | 386,800                 |
| 26 | パクティヤー州            | پکتيا ولايت Paktiyā            | ガルデーズ            | 6,431.7      | 288,432                 | 477,500                 | 552,000                 |
| 27 | パクティーカー州          | پکتيکا ولايت Paktīkā           | シャラナ              | 19,482.4     | 245,229                 | 377,100                 | 434,700                 |
| 28 | パンジシール州            | پنجشېر ولايت Panjshayr         | バザラック            | 3,610.0      | 95,222                  | 133,200                 | 153,500                 |
| 29 | パルヴァーン州            | پروان ولايت Parwān             | チャーリーカール      | 5,974.0      | 409,528                 | 573,100                 | 664,500                 |
| 30 | サマンガーン州            | سمنگان ولايت Samangān          | アイーバク            | 11,261.9     | 261,693                 | 334,800                 | 387,900                 |
| 31 | サーレポル州              | سرپل ولايت Sar-e Pul           | サリ・プル            | 15,999.2     | 324,528                 | 482,900                 | 559,600                 |
| 32 | タハール州                | تخار ولايت Takhār              | タールカーン          | 12,333.0     | 519,752                 | 845,300                 | 983,300                 |
| 33 | マイダン・ヴァルダク州    | ميدان وردګ ولايت Maydān Wardak | マイダーンシャー      | 8,938.1      | 285,557                 | 517,200                 | 596,300                 |
| 34 | ザーブル州                | زابل ولايت Zābul               | カラート              | 17,343.5     | 179,362                 | 263,200                 | 304,100                 |

## 地方
2004年10月頃の国際連合の分類に、新しく出来た州を加えると以下のようになる。
- 中央高地: バーミヤーン州
- 首都圏: カーブル州、カーピーサー州、ローガル州、 パンジシール州、パルヴァーン州、ヴァルダク州
- 南東部: ガズニー州、ホースト州、パクティヤー州、パクティーカー州
- 南部: ダーイクンディー州、ヘルマンド州、カンダハール州、ウルーズガーン州、ザーブル州、ニームルーズ州
- 西部: バードギース州、ファラー州、ゴール州、 ヘラート州
- 北西部: バルフ州、ファーリヤーブ州、ジョウズジャーン州、サマンガーン州、サーレポル州
- 北東部: バダフシャーン州、バグラーン州、クンドゥーズ州、タハール州
- 東部: クナル州、ラグマーン州、ナンガルハール州、ヌーリスターン州

日本の外務省は、バーミヤン州の他にゴール州とダーイクンディー州を中央高地に分類している。

## 面積と人口
面積が広い州は、国の西側に多い。最も広い州はヘルマンド州（約5万8305平方キロメートル）、第二位はヘラート州（約5万5869平方キロメートル）、第三位はカンダハール州（5万4845平方キロメートル）である。ヘルマンド州やカンダハール州にはレギスタン砂漠があり、日本の九州（3万6750平方キロメートル）を越える広大な州になっている。一方、面積が狭い州は国の東側に多い。最も小さい州はカーピーサー州（1908平方キロメートル）、第2位はパンジシール州（約3772平方キロメートル）、第3位はラグマーン州（約3978平方キロメートル）など首都カーブルの周辺にある。
アフガニスタンには国の南側を中心に、人口100万人以上の州が6つある。最も人口が多いのはカーブル州（約395万人）、第2位はヘラート州（約178万人）、第3位はジャララバードのあるナンガルハール州（約144万人）である。この他にマザーリシャリーフがあるバルフ州（約125万人）やガズニー州（約117万人）、カンダハール州（約115万人）が続く。一方、南側の両端は人口が少ない州があり、カーブルの東のヒンドゥークシュ山脈の中にあるヌーリスターン州（約14万人）やパンジシール州（約15万人）、マーゴ砂漠がある南西部のニームルーズ州（約16万人）が続く。
人口密度が高い州もカーブル周辺などの国の東側に多い。密度が最も高いのはカーブル州（873人/平方キロ）、第2位はカーピーサー州（220人/平方キロ）、第3位はナンガルハール州（188人/平方キロ）である。一方、東西の両端は人口密度が低く、ニームルーズ州（4人/平方キロ）やファラー州（10人/平方キロ）、ヘルマンド州やヌーリスターン州（15人/平方キロ）などは人口が希薄である。

## 歴史
1929年、アフガニスタン王国が成立した。冷戦が始まった1950年頃はバダフシャーン州、イースタン州、ファラー・チャカンスル州、ヘラート州、カーブル州、カンダハール州、カタガン州、マイーマナ州、マザーリシャリーフ州、サウザン州の10州だったが、冷戦時代に18州が新設された。アフガニスタン民主共和国時代はパクティーカー州とサーレポル州とヌーリスターン州、冷戦崩壊後はホースト州、アメリカ同時多発テロ事件以降はダーイクンディー州と パンジシール州が加わり、現在は34州になっている。